# Frankford (Missouri)
Frankford è un comune degli Stati Uniti d'America, situato nello Stato del Missouri, nella contea di Pike.